# European Volleyball League (herrar)
European Volleyball League (EVL) är en volleybolltävling för landslag i Europa, startad 2004 på herrsidan. Den skapades med FIVB Volleyball World League-FIVB World Grand Prix som förebild.

## Resultat
| År            | Spelplats                              |                                        | Final                                  | Final                                  | Final                                  |                                        | Bronsmatch                             | Bronsmatch                             | Bronsmatch                             |                                        | Antal lag                              |
| År            | Spelplats                              | Mästare                                | Resultat                               | Tvåa                                   | Trea                                   | Resultat                               | Fyra                                   |                                        |                                        |                                        | Antal lag                              |
| ------------- | -------------------------------------- | -------------------------------------- | -------------------------------------- | -------------------------------------- | -------------------------------------- | -------------------------------------- | -------------------------------------- | -------------------------------------- | -------------------------------------- | -------------------------------------- | -------------------------------------- |
| 2004 Detaljer | · Opava                                | Tjeckien                               | 3–1                                    | Ryssland                               | Nederländerna                          | 3–1                                    | Tyskland                               | 8                                      |                                        |                                        |                                        |
| 2005 Detaljer | · Kazan                                | Ryssland                               | 3–0                                    | Finland                                | Spanien                                | 3–1                                    | Turkiet                                | 8                                      |                                        |                                        |                                        |
| 2006 Detaljer | · İzmir                                | Nederländerna                          | 3–1                                    | Kroatien                               | Grekland                               | 3–2                                    | Turkiet                                | 8                                      |                                        |                                        |                                        |
| 2007 Detaljer | · Portimão                             | Spanien                                | 3–2                                    | Portugal                               | Slovakien                              | 3–1                                    | Slovenien                              | 12                                     |                                        |                                        |                                        |
| 2008 Detaljer | · Bursa                                | Slovakien                              | 3–1                                    | Nederländerna                          | Turkiet                                | 3–2                                    | Tyskland                               | 9                                      |                                        |                                        |                                        |
| 2009 Detaljer | · Portimão                             | Tyskland                               | 3–2                                    | Spanien                                | Portugal                               | 3–0                                    | Slovakien                              | 12                                     |                                        |                                        |                                        |
| 2010 Detaljer | · Guadalajara                          | Portugal                               | 3–1                                    | Spanien                                | Turkiet                                | 3–2                                    | Rumänien                               | 8                                      |                                        |                                        |                                        |
| 2011 Detaljer | · Košice                               | Slovakien                              | 3–2                                    | Spanien                                | Slovenien                              | 3–0                                    | Rumänien                               | 12                                     |                                        |                                        |                                        |
| 2012 Detaljer | · Ankara                               | Nederländerna                          | 3–2                                    | Turkiet                                | Spanien                                | 3–1                                    | Slovakien                              | 10                                     |                                        |                                        |                                        |
| 2013 Detaljer | · Marmaris                             | Belgien                                | 3–0                                    | Kroatien                               | Tjeckien                               | 3–1                                    | Turkiet                                | 12                                     |                                        |                                        |                                        |
| 2014 Detaljer | Dubbelmöte                             | Montenegro                             | 5–1 (sammanlagt) (3–2, 3–1)            | Grekland                               | Slovenien och Makedonien               | Slovenien och Makedonien               | Slovenien och Makedonien               | 10                                     |                                        |                                        |                                        |
| 2015 Detaljer | · Wałbrzych                            | Slovenien                              | 3–0                                    | Makedonien                             | Polen                                  | 3–0                                    | Estland                                | 12                                     |                                        |                                        |                                        |
| 2016 Detaljer | · Varna                                | Estland                                | 3–0                                    | Makedonien                             | Österrike                              | 3–0                                    | Bulgarien                              | 8                                      |                                        |                                        |                                        |
| 2017 Detaljer | · Gentofte                             | Ukraina                                | 3–1                                    | Makedonien                             | Sverige                                | 3–1                                    | Danmark                                | 8                                      |                                        |                                        |                                        |
| 2018 Detaljer | · Karlovy Vary                         | Estland                                | 3–0                                    | Tjeckien                               | Turkiet                                | 3–2                                    | Portugal                               | 20                                     |                                        |                                        |                                        |
| 2019 Detaljer | · Tallinn                              | Turkiet                                | 3–0                                    | Belarus                                | Nederländerna                          | 3–0                                    | Estland                                | 20                                     |                                        |                                        |                                        |
| 2020          | Inställd på grund av covid-19-pandemin | Inställd på grund av covid-19-pandemin | Inställd på grund av covid-19-pandemin | Inställd på grund av covid-19-pandemin | Inställd på grund av covid-19-pandemin | Inställd på grund av covid-19-pandemin | Inställd på grund av covid-19-pandemin | Inställd på grund av covid-19-pandemin | Inställd på grund av covid-19-pandemin | Inställd på grund av covid-19-pandemin | Inställd på grund av covid-19-pandemin |
| 2021 Detaljer | · Kortrijk                             |                                        | Turkiet                                | 3–1                                    | Ukraina                                |                                        | Estland                                | 3–0                                    | Belgien                                |                                        | 19                                     |
| 2022 Detaljer | · Varaždin                             | Tjeckien                               | 3–1                                    | Turkiet                                | Kroatien                               | 3–2                                    | Ukraina                                | 17                                     |                                        |                                        |                                        |
| 2023 Detaljer | · Zadar                                | Turkiet                                | 3–2                                    | Ukraina                                | Kroatien                               | 3–0                                    | Tjeckien                               | 18                                     |                                        |                                        |                                        |
| 2024 Detaljer | · Osijek                               | Ukraina                                | 3–1                                    | Kroatien                               | Tjeckien                               | 3–2                                    | Estland                                | 16                                     |                                        |                                        |                                        |
| 2025 Detaljer | · Brno                                 | Finland                                | 3–1                                    | Tjeckien                               | Israel                                 | 3–1                                    | Grekland                               | 20                                     |                                        |                                        |                                        |

## Medaljfördelning
| Nr                   | Nation               | Guld | Silver | Brons | Totalt |
| -------------------- | -------------------- | ---- | ------ | ----- | ------ |
| 1                    | Turkiet              | 3    | 2      | 3     | 8      |
| 2                    | Tjeckien             | 2    | 2      | 2     | 6      |
| 3                    | Ukraina              | 2    | 2      | 0     | 4      |
| 4                    | Nederländerna        | 2    | 1      | 2     | 5      |
| 5                    | Estland              | 2    | 0      | 1     | 3      |
| 5                    | Slovakien            | 2    | 0      | 1     | 3      |
| 7                    | Spanien              | 1    | 3      | 2     | 6      |
| 8                    | Portugal             | 1    | 1      | 1     | 3      |
| 9                    | Ryssland             | 1    | 1      | 0     | 2      |
| 9                    | Finland              | 1    | 1      | 0     | 2      |
| 11                   | Slovenien            | 1    | 0      | 2     | 3      |
| 12                   | Montenegro           | 1    | 0      | 0     | 1      |
| 12                   | Tyskland             | 1    | 0      | 0     | 1      |
| 12                   | Belgien              | 1    | 0      | 0     | 1      |
| 15                   | Kroatien             | 0    | 3      | 2     | 5      |
| 16                   | Nordmakedonien       | 0    | 3      | 1     | 4      |
| 17                   | Grekland             | 0    | 1      | 1     | 2      |
| 18                   | Belarus              | 0    | 1      | 0     | 1      |
| 19                   | Israel               | 0    | 0      | 1     | 1      |
| 19                   | Sverige              | 0    | 0      | 1     | 1      |
| 19                   | Polen                | 0    | 0      | 1     | 1      |
| 19                   | Österrike            | 0    | 0      | 1     | 1      |
| Totalt (22 nationer) | Totalt (22 nationer) | 21   | 21     | 22    | 64     |

## Mest värdefulla spelareper upplaga
- 2004 –  Petr Pláteník
- 2005 –  Pavel Abramov
- 2006 –  Guido Görtzen
- 2007 –  Guillermo Falasca
- 2008 –  Martin Sopko
- 2009 –  Jochen Schöps
- 2010 –  Valdir Sequeira
- 2011 –  Tomas Kmet
- 2012 –  Emre Batur
- 2013 –  Bram Van den Dries
- 2014 –  Miloš Ćulafić
- 2015 –  Dejan Vinčič
- 2016 –  Robert Täht
- 2017 –  Maksym Drozd
- 2018 –  Renee Teppan
- 2019 –  Arslan Ekşi
- 2021 –  Adis Lagumdzija
- 2022 –  Jan Galabov
- 2023 –  Kaan Gürbüz
- 2024 –  Yevhenii Kisiliuk
- 2025 –  Joonas Jokela